# Междоусобная война в Северо-Восточной Руси (1281—1293)
Междоусобная война в Северо-Восточной Руси (1281—1293), борьба между сыновьями Александра Невского — борьба за власть во Владимиро-Суздальском княжестве между сыновьями Александра Невского Дмитрием и Андреем. Новгородская республика и Золотая Орда были заинтересованы в ослаблении Владимирского великого княжества, ситуацию осложняло соперничество в Золотой Орде центральной Сарайской власти и вторым по значению политическим центром Золотой Орды - Ногайским Улусом. В итоге русские земли подверглись трём крупномасштабным разорениям (1281, 1282, 1293), а Дмитрий был свергнут.

## Предшествующие события
После смерти великого князя Василия Ярославича (1276) великим князем стал Дмитрий Александрович Переяславский. Вскоре после этого князья Борис ростовский, Фёдор Ростиславич ярославский, Глеб белозёрский и Андрей городецкий приняли участие в походе на Северный Кавказ против аланов, организованном золотоордынским ханом Менгу-Темиром. В следующем году Борис и Глеб умерли, а Фёдор ярославский с Михаилом белозёрским участвовали в подавлении ордынцами восстания волжских булгар.
В 1277 году впервые в русских летописях упоминается беклярбек Ногай, вышедший из подчинения золотоордынским ханам, который в том году вместе с галицко-волынскими князьями организовал поход против Литвы.
В ходе спора из-за ростовского наследства Михаил Глебович белозёрский и Константин Борисович были изгнаны, всем Ростовским княжеством овладел Дмитрий Борисович. Константин нашёл убежище у Дмитрия Александровича, Дмитрий Борисович стал готовиться к обороне, но великий князь помирил братьев.
В 1279 году Дмитрий построил крепость Копорье в Новгородской земле и собирался оставить там свой гарнизон, но новгородцы опасались постоянного военного присутствия князя на их земле. Конфликт разрешился в пользу Дмитрия, когда он разорил новгородские земли по реке Шелонь.

## Столкновения 1281—1282
В 1281 году Андрей Городецкий получил ярлык на княжение у хана и с татарским войском Кодая и Алчидая пришёл под Муром, где к нему присоединились Фёдор ярославский, Константин ростовский и Михаил Иванович стародубский. Дмитрий не предпринял встречных действий, уехал в Копорье. Переяславль был взят и сожжён. Новгородцы не пустили Дмитрия в Копорье и вынудили оставить город псковского князя Довмонта, который перед этим женился на дочери Дмитрия Марии и совершил набег на Ладогу.
Андрей был принят новгородцами на княжение, а Дмитрий после ухода татар вернулся в Переяславль и начал собирать войско. Тогда новгородцы со Святославом Ярославичем тверским и Даниилом Александровичем московским выступили против него, встретились у Дмитрова и без сражения заключили мир на всей воле своей. Дмитрий отказывался от Новгорода, но тем не менее хан послал новую карательную экспедицию во главе с Тукатемиром и Алынем, разорившую Рязань, Владимир, Суздаль и вновь Переяславль.
Дмитрию удалось бежать к Ногаю. В 1282 году умер Менгу-Темир, и его место занял Туда-Менгу, при котором преобладание улуса Ногая над волжской частью Орды стало существенным. Великое княжение было возвращено Ногаем Дмитрию (1283), удельные князья смирились с этим. По приказу Дмитрия в Костроме был убит советник Андрея Семён Тонилиевич, а в 1284 году Андрей вместе с братом и татарами ходил на Новгород, и тот был вынужден подчиниться Дмитрию, причём под контроль последнего перешёл Волоколамск.
В 1285 году ордынцы во главе с «царевичем» Елтораем разорили мордовские земли, Муром, Рязань. Андрей предпринял попытку выступления против Дмитрия вместе с ним, но Дмитрий пошёл против них, побежал царевич в Орду, в плен попали многие бояре Андрея. По одной из версий, в 1285 году имела место первая полевая победа русских над татарами.
В 1288 году новгородцы участвовали в походе Дмитрия Александровича и Дмитрия Борисовича (бывшего тогда князем Углицким) против Михаила Ярославича тверского. Примечательно то, что противники сошлись вблизи Кашина, углицкого владения. Дело не дошло до битвы.

## Столкновения 1293—1294
К 1291 году влияние Ногая на ордынские дела выросло настолько, что он смог посадить править Сараем своего ставленника Тохту.
В 1293 году Андрей Городецкий вновь получил ярлык на великое княжение, снова действуя в союзе с Фёдором ярославским. Против Дмитрия выступило ордынское войско во главе с братом хана Тохты Дюденем. Дмитрий не пошёл на столкновение и уехал во Псков к Довмонту. 14 городов были сожжены, в том числе Муром, Суздаль, Владимир, Юрьев, Переяславль, Углич, Коломна, Москва, Дмитров, Можайск. Михаил Ярославич подготовился оборонять Тверь, и нашествие завершилось разорением Волоколамска. В 1293 году Тверь, которую обошёл стороной Дюдень, всё же разорил баскак Тохта-Тимур (Тахтамир). Итогом, по выражению летописца, стало то, что «татары положила всю землю пусту».
Андрей стал великим князем, отдал Переяславль своему союзнику Фёдору ярославскому, а Волоколамск был возвращён Новгородской республике. Дмитрий, узнав об уходе татар, поехал в Переяславль и благополучно доехал до Твери, но его семья и обоз были перехвачены слугами Андрея в Торжке. По условиям мира Дмитрий отказался от владимирского княжения, но Андрей признал его права на Переяславль, и Фёдор, уходя из города, сжёг его.

## Последующие события
Ещё в 1292 году сын Дмитрия переяславского Иван женился на дочери Дмитрия Борисовича ростовского. В 1294 году на другой его дочери, Анне (впоследствии св. Анне Кашинской), женился Михаил Ярославич тверской, таким образом получив права на Кашинский удел, на третьей, Василисе, женился Андрей Александрович, а на также ростовской княжне Василисе (предположительно дочери Константина Борисовича) женился московский княжич Юрий Данилович (1297). В 1296 году князья собрали съезд во Владимире, который едва не закончился кровопролитием. Тогда Андрей предпринял поход на Переяславль, но Даниил московский и Михаил тверской вывели войска навстречу, и дело закончилось миром.
В 1299—1300 годах сарайскому хану Тохте удалось ликвидировать улус Ногая, после чего имел место переход части южнорусской знати на службу в Москву. В 1301 году основные участники прежней северо-восточной междоусобицы вторично съехались, в Дмитрове, но разногласия между Михаилом тверским и Иваном переяславским улажены так и не были, и в следующем году Иван, умирая, завещал Переяславль Даниилу московскому. После смерти Андрея Александровича (1304) основная борьба в Северо-Восточной Руси развернулась между Москвой и Тверью.

## В культуре
Война 1281—1293 годов изображена в романе Дмитрия Балашова «Младший сын» из цикла «Государи Московские».